# Solitaire (Namibia)

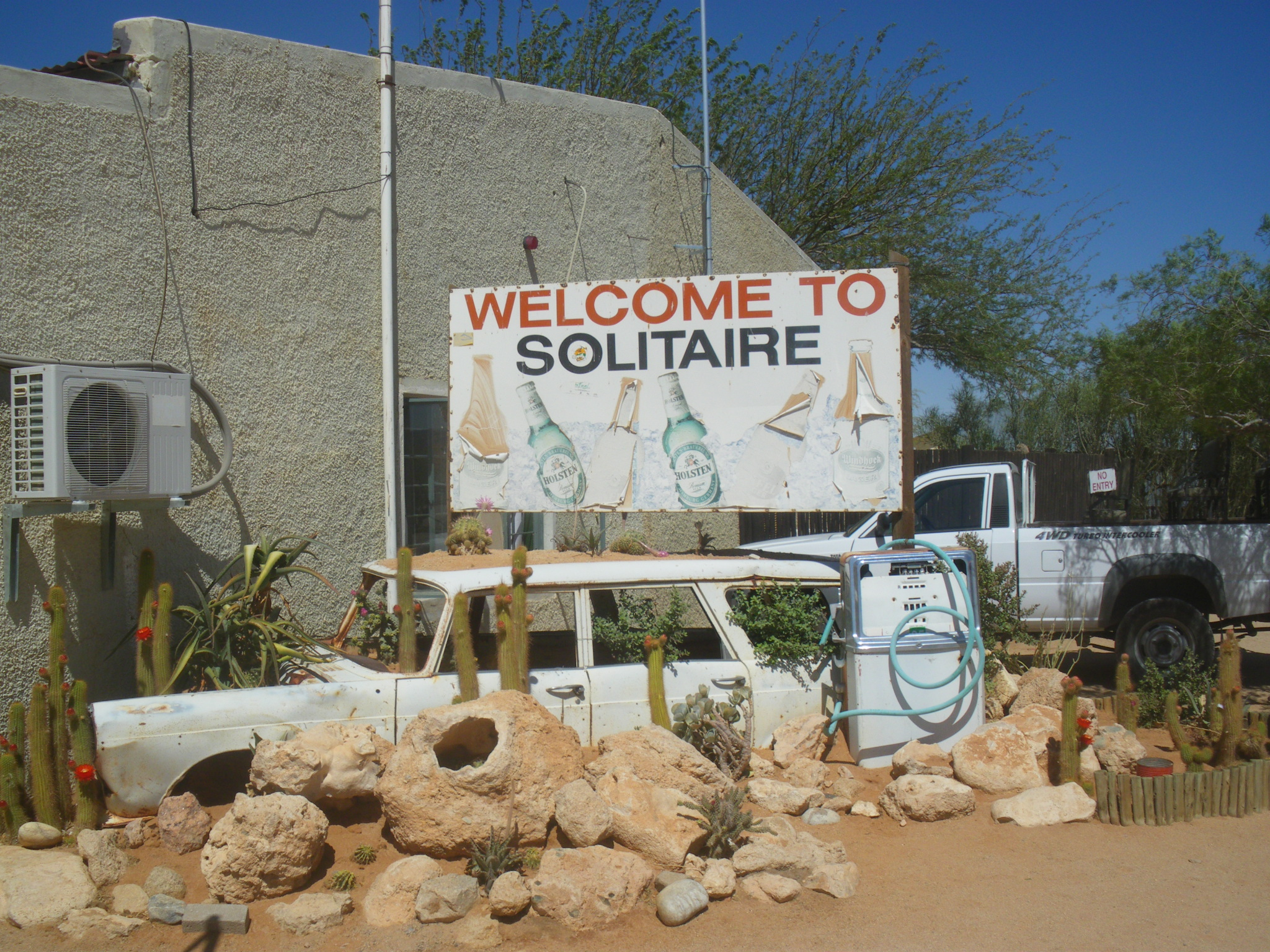
Ortseingangsschild von Solitaire

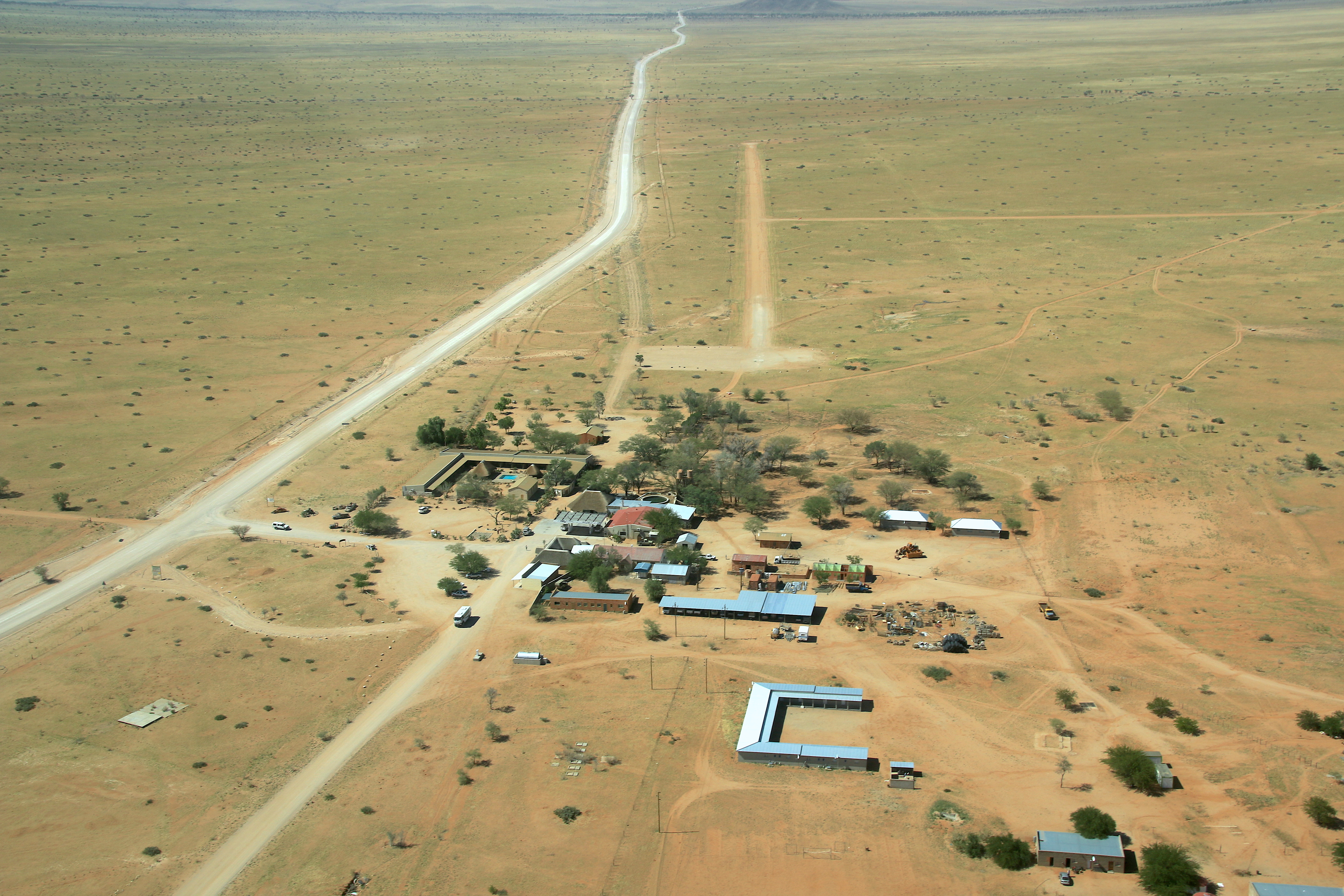
Solitaire aus der Vogelperspektive
Blick Richtung Süden

Solitaire (historisch Areb) ist seit 1948 eine private Kleinstsiedlung auf der gleichnamigen Farm im zentralen Namibia am Rande des Namib-Naukluft-Parks. Mit Stand Mai 2013 hat Solitaire 92 Einwohner.
Älteste Gebäude sind der 1949 errichtete Laden und die 1951 errichtete Kirche, seit 1979 mit eigener Orgel.

## Namensherkunft
Die Herkunft des Ortsnamens ist umstritten, verweist aber wahrscheinlich auf die Abgeschiedenheit und Einsamkeit (englisch solitude) des Ortes. Die verbreitete Meinung, Solitaire hieße so, weil es nur aus einem Haus besteht, ist wahrscheinlich falsch, denn obwohl die Siedlung ursprünglich nur aus sehr wenigen Gebäuden, darunter der Kapelle und dem Ladengeschäft, bestand, waren es immer mehr als eines.

## Infrastruktur
Solitaire verfügt mit dem Flugplatz Solitaire über ein Flugfeld einer unbefestigten Start- und Landebahn (1400 m lang; Ausrichtung 02/20).
Solitaire liegt an der Kreuzung der Hauptstraßen C14 (Walvis Bay–Bethanien) und C24 (Rehoboth–Sossusvlei), beides touristisch bedeutende Strecken durch den Namib-Naukluft-Park. Es beherbergt die einzige Tankstelle und den einzigen Lebensmittelladen zwischen der Küstenstadt Walvis Bay und der Hauptstadt Windhoek sowie zwischen Walvis Bay und den Dünen im Sossusvlei und ist daher ein wichtiger Rast- und Versorgungspunkt in diesem dünn besiedelten Wüstengebiet.
Direkt neben Laden und Tankstelle befinden sich die Solitaire Lodge (bis 2016 Solitaire Country Lodge) und ein Zeltplatz, sowie ein Café und Restaurant. Seit Mitte der 1990er Jahre gibt es eine Bäckerei die neben Kuchen auch Brote, Pies und Brötchen herstellt.

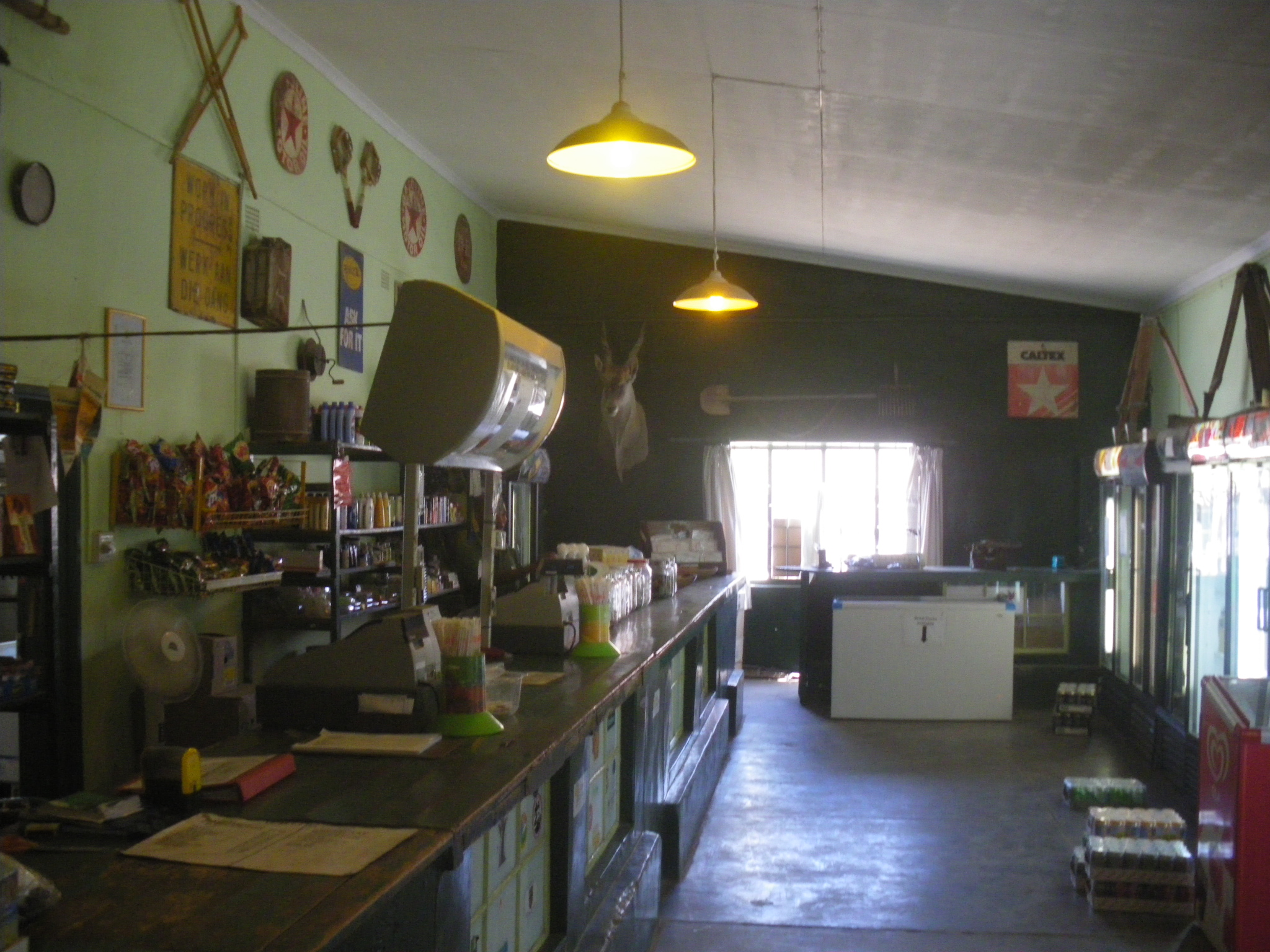
Innenansicht des Ladens

## Trivia
- Der niederländische Autor Ton van der Lee hat über seinen Aufenthalt in Solitaire im Jahr 2001 eine gleichnamige Novelle geschrieben; das Café/Restaurant hat seinen Namen ihm zu verdanken.
- Der Gründer und Betreiber der Bäckerei in Solitaire („Moose McGregor Desert Bakery“), Moose McGregor (* 1957 als Percival George Cross), hat Solitaire mit seinem Apfelkuchen berühmt gemacht; alle bedeutenden Touristenratgeber, darunter der Lonely Planet, verweisen auf den Apple Pie in Solitaire, viele mit dem Zusatz „bester Apfelkuchen in Afrika“. Seine Brote galten als einige der köstlichsten Namibias. McGregor starb überraschend am 18. Januar 2014 und wurde in einem kleinen Park in Solitaire begraben.[2]